# 술라웨시줄무늬얼굴과일박쥐
술라웨시줄무늬얼굴과일박쥐(Styloctenium wallacei)는 큰박쥐과에 속하는 박쥐의 일종이다. 술라웨시섬과 인도네시아 토기안 제도 근처 지역의 토착종이다.